# Peter Christof
Peter Christof (* 1985 in Offenbach am Main) ist ein deutscher Jazzmusiker (Kontrabass, E-Bass, Komposition).

## Leben und Wirken
Christof, der in Aschaffenburg aufwuchs, spielte als Jugendlicher in lokalen Jazz- und Rockbands. Zwischen 2006 und 2010 studierte er E- und Kontrabass an der Hochschule für Musik Nürnberg bei Christian Diener und Rudi Engel; von 2010 bis 2014 absolvierte er das Masterstudium an der Hochschule für Musik Luzern bei Heiri Känzig und Larry Grenadier.
Seit 2014 wohnt Christof wieder in Nürnberg, wo er als Teil der Jazzszene zu den Bands von Peter Fulda, Dieter Köhnlein, Rebecca Trescher (Paris Zyklus), Jürgen Neudert, Olivia Sollner und Konstantin Herleinsberger gehört, aber auch im HaLo Quintett, bei Dunkel Feres (Duo mit Sängerin Hanna Sikasa) sowie Mund, Christof, Monk! arbeitete. Seit 2019 leitet er die Bigband Langwasser. Er ist zudem im Vorstand von Metropolmusik e.V., sowie als Organisator der Jazzsession des Jazzmusiker e.V. tätig. Mit Jilman Zilman (mit Tilman Herpichböhm, Johannes Ludwig und Julian Bossert) trat er auch mit Simon Nabatov und mit Jesse van Ruller auf und spielte drei Alben ein.  Mit Michael Binder und Florian Fischer bildete er das Trio Mangàrt (Mountains and Molehills). Er gehörte auch zum Lucerne Jazz Orchestra und Ed Partyka Jazz Orchestra und machte im Stadttheater Ingolstadt und Opernhaus Nürnberg Theatermusik. 
Mit dem Quartett Harmzone war Christof Gewinner des Preises „Startbahn Jazz“ 2009 des Bayerischen Rundfunks.